# Kytorhinus senilis
Kytorhinus senilis là một loài bọ cánh cứng trong họ Bruchidae. Loài này được Solsky miêu tả khoa học năm 1867.